# Lex Cassia
La Lex Cassia tabellaria fu un plebiscito emanato nel 137 a.C. dal tribuno della plebe Lucio Cassio Longino Ravilla.

## Disposizioni
Questa legge deliberava che l'utilizzo di apposite tabelle (da qui tabellaria) come strumento di scrutinio fosse ampliato nell'ambito dei processi giudiziari, garantendo teoricamente la segretezza del voto. Era di fatto un ampliamento della Lex Gabinia tabellaria del 139 a.C., che stabiliva l'utilizzo delle tabelle nei comitia.

## Motivazioni
Si pensa che questa legge fosse stata adottata in seguito all'assoluzione che L. Aurelio Cotta ottenne corrompendo i giudici nel 138 a.C.; fu osteggiata dal tribuno della plebe Marco Anzio Brisone e dal console Marco Emilio Lepido Porcina, ma appoggiata da Publio Cornelio Scipione Nasica Serapione. Successivi miglioramenti o ampliamenti furono la Lex Papiria (131 a.C.), la Lex Maria (119 a.C.) e la Lex Coelia (107 a.C.), tutte volte a limitare la corruzione. Queste leggi sono dette Leges tabellariae.